# Kita-ku (Osaka)
Pour les articles homonymes, voir Kita-ku.
Kita (北区, Kita-ku) est l'un des vingt-quatre arrondissements de la ville d'Osaka au Japon. Il est situé au nord de la ville.
En 2016, sa population est de 125 796 habitants pour une superficie de 10,34 km2.

## Origine du nom
Kita-ku signifie littéralement « Arrondissement nord ».

## Bâtiments notables

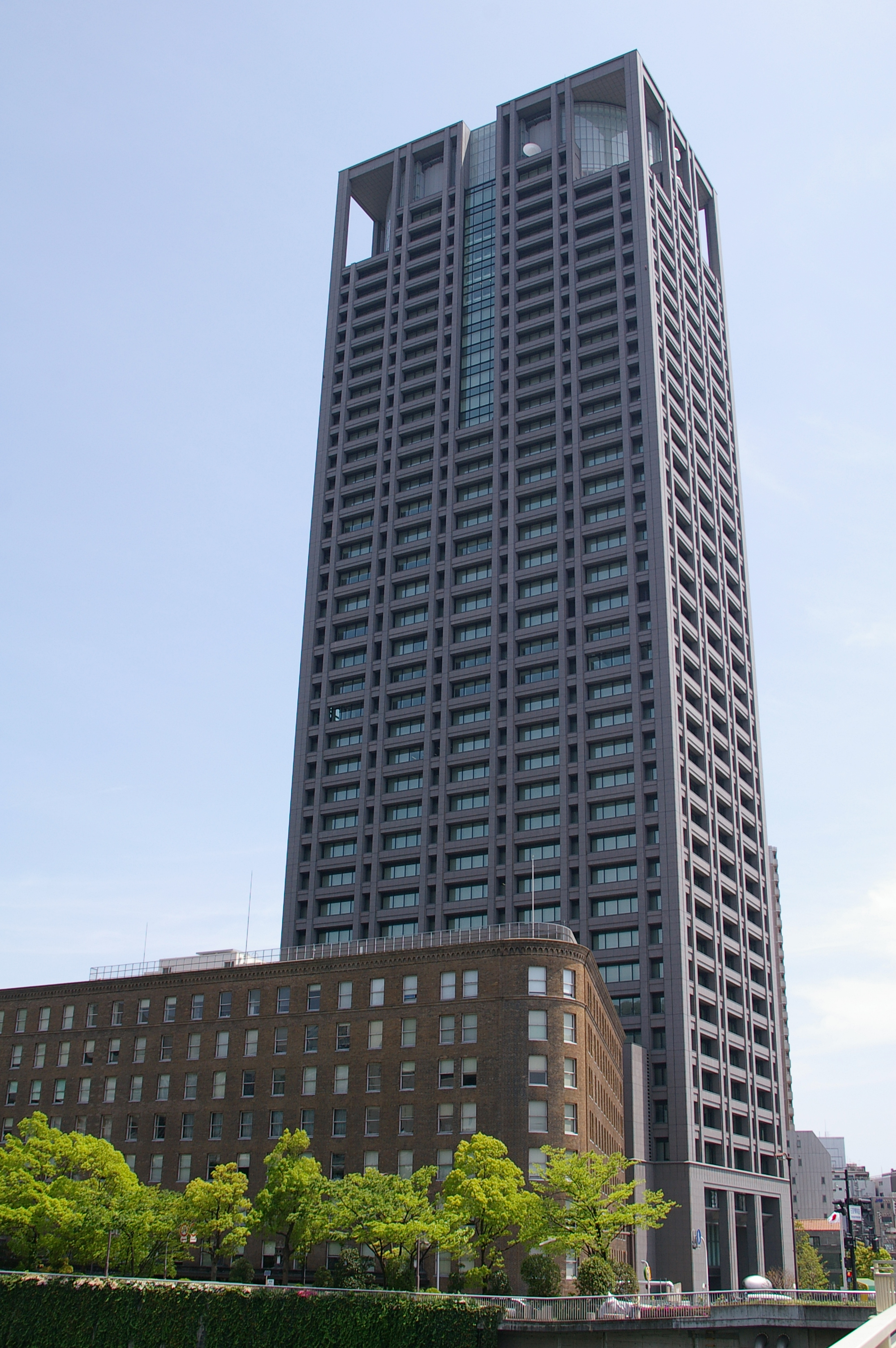
Les bureaux de la compagnie électrique du Kansai, sur l'île Nakano.

- Les bureaux de la Kansai Electric Power Company
- Umeda Hankyu Building (187 m)
- OAP Tower (176 m)
- Grand Front Osaka Owners Tower (174 m)
- Umeda Sky Building (173 m)
- Applause Tower (161 m)
- Yasuda Seimei (156 m)
- City Tower Osaka Tenma The River and Parks (155,5 m)
- The Umeda Tower (148 m)
- Nakanoshima Mitsui Building (140 m)
- Pias Tower (132 m)
- Musée de la Céramique orientale
- Bibliothèque préfectorale de Nakanoshima
- Festival Hall
- Senpukan
- Tsuyu-no-tenjinsha

## Transport publics
L'arrondissement est desservi par les lignes de métro Tanimachi, Midōsuji, Sakaisuji et Yotsubashi. Les gares d'Osaka et Umeda se trouvent dans l'arrondissement et permettent l'accès aux réseaux des compagnies JR West, Hankyū, Hanshin et Keihan.